# Bruce MacVittie
Bruce James MacVittie (Providence, 14 ottobre 1956 – New York, 7 maggio 2022) è stato un attore statunitense.

## Biografia
MacVittie iniziò a lavorare come attore nel 1981 ed è noto per aver interpetretato Mickey Mack nel film Million Dollar Baby. Nel 1981 divenne membro del The Ensemble Studio Theatre di Los Angeles.
Si sposò nel 1984.

## Filmografia parziale

### Cinema
- Gli eletti (The Chosen), regia di Jeremy Kagan (1981)
- Il segreto della piramide d'oro (Vibes), regia di Ken Kwapis (1988)
- Stonewall, regia di Nigel Finch (1995)
- Emozioni pericolose (Luminous Motion), regia di Bette Gordon (1998)
- Studio 54 (54), regia di Mark Christopher (1998)
- Per amore... dei soldi (Where the Money Is), regia di Marek Kanievska (2000)
- Hannibal, regia di Ridley Scott (2001)
- Tu mi ami (Nowhere to Go But Up), regia di Amos Kollek (2003)
- Million Dollar Baby, regia di Clint Eastwood (2004)
- Lonely Hearts, regia di Todd Robinson (2006)
- Era mio figlio (The Last Full Measure), regia di Todd Robinson (2020)
- The Good Nurse, regia di Tobias Lindholm (2022)

### Televisione
- Miami Vice – serie TV, episodio 2x02 (1985)
- Un salto nel buio (Tales from the Darkside) – serie TV, episodio 3x07 (1986)
- Heaven & Hell: North & South, Book III – miniserie TV (1994)
- Sex and the City – serie TV, episodio 2x08 (1999)
- I Soprano (The Sopranos) – serie TV, 5 episodi (2002)
- CSI: NY – serie TV, episodio 2x20 (2006)
- Person of Interest – serie TV, episodio 1x01 (2011)

### Doppiatore
- Grand Theft Auto: Liberty City Stories (2005)

## Doppiatori italiani
Nelle versioni in italiano delle opere in cui ha recitato, Bruce MacVittie è stato doppiato da:
- Ambrogio Colombo in Oz
- Michele Di Mauro in Law & Order: Criminal Intent (ep. 1x15)
- Sergio Lucchetti in I Soprano
- Teo Bellia in Lonely Hearts
- Mauro Magliozzi in CSI: NY
- Alberto Bognanni in Manifest
- Renato Cecchetto in Blue Bloods
- Giovanni Petrucci in Body of Proof
- Stefano Mondini in When They See Us
- Pino Ammendola in Bull
- Stefano Valli in The Good Nurse